# Lewes
Lewes é uma cidade e paróquia civil localizada no condado de East Sussex, na região sudeste da Inglaterra. Segundo o censo demográfico de 2001, a cidade possuía uma população de 15,988 habitantes. Fica a 71 quilômetros de Londres.